# ناتالیا سیلینسکایا
ناتالیا سیلینسکایا (روسی: Наталья Цилинская؛ زادهٔ ۳۰ آوریل ۱۹۷۵) دوچرخه‌سوار اهل بلاروس است.
وی در مسابقات کشوری و بین‌المللی در مجموع برندهٔ ۸ مدال طلا، ۱ مدال نقره، ۱ مدال برنز شده‌است.